# VK Královo Pole
VK Královo Pole est un club tchèque de volley-ball féminin fondé en 1996 et basé à Brno, évoluant pour la saison 2020-2021 en UNIQA Extraliga žen.

## Palmarès
- Championnat de Tchécoslovaquie (1)[4]
  - Vainqueur : 1990.
- Championnat de Tchéquie (5)[4]
  - Vainqueur : : 2002, 2003, 2004, 2006, 2007.
  - Finaliste : 1994, 2000, 2001, 2009, 2010.
- Coupe de Tchécoslovaquie (3)[4]
  - Vainqueur : 2002, 2003, 2007.
- Coupe de Tchéquie (5)[4]
  - Vainqueur : 1993, 2001, 2002, 2003, 2006.
  - Finaliste : 1994, 1995, 1997, 2000, 2004, 2005, 2007, 2010.

## Historique des logos

Ancienne logo
Logo de la  VK Královo Pole depuis 2016

## Effectifs

### Saison 2020-2021
| No                         | Nom                        | Date de naissance          | Taille                         | Poids                          | Poste                          |
| -------------------------- | -------------------------- | -------------------------- | ------------------------------ | ------------------------------ | ------------------------------ |
| 3                          | Hana Judlová               | 7 septembre 2000           | 185                            | 79                             | Centrale                       |
| 4                          | Květa Grabovská            | 29 mai 2002                | 178                            | 61                             | Passeuse                       |
| 6                          | Silvie Stráská             | 12 novembre 2001           | 185                            |                                | Réceptionneuse-attaquante      |
| 8                          | Denisa Pavlíková           | 13 juillet 2001            | 185                            | 73                             | Réceptionneuse-attaquante      |
| 9                          | Daniela Digrínová          | 19 octobre 2000            | 169                            | 65                             | Libero                         |
| 10                         | Kateřina Kuníková          | 11 juin 2001               | 180                            | 67                             | Attaquante                     |
| 11                         | Karin Šunderlíková         | 17 juillet 1999            | 188                            | 81                             | Attaquante                     |
| ?                          | Ela Koulisiani             | 1er octobre 2002           | 188                            | 65                             | Centrale                       |
| ?                          | Lucie Šmardová             | 1er janvier 2002           | 175                            |                                | Libero                         |
| ?                          | Cassie Baird               | 14 octobre 1995            | 187                            |                                | Réceptionneuse-attaquante      |
| ?                          | Jana Weissová              | 29 décembre 2000           | 180                            |                                | Réceptionneuse-attaquante      |
| ?                          | Magdalena Bukovská         | 28 avril 2003              | 180                            |                                | Réceptionneuse-attaquante      |
| ?                          | Elvita Dolotova            | 27 avril 1997              | 170                            | 60                             | Passeuse                       |
|                            |                            |                            |                                |                                |                                |
| Encadrement technique      | Encadrement technique      |                            | Légende                        | Légende                        | Légende                        |
| Entraîneur : Matúš Kalný   | Entraîneur : Matúš Kalný   | Entraîneur : Matúš Kalný   | : Capitaine                    | : Capitaine                    | : Capitaine                    |
| Entraîneur(s) adjoint(s) : | Entraîneur(s) adjoint(s) : | Entraîneur(s) adjoint(s) : | : Joueuse blessée actuellement | : Joueuse blessée actuellement | : Joueuse blessée actuellement |